# Aborto en las Islas Baleares
El aborto en las Islas Baleares, también conocido como Interrupción voluntaria del embarazo (IVE), es legal. La legislación sobre el aborto se elabora a nivel nacional en España, y el aborto fue despenalizado en 1985,con importantes reformas en 2010. Cada región está a cargo de crear su propio sistema para la implementación de la ley en la sanidad pública, existiendo diferencias de una región a otra.
Los procedimientos de IVE en las Islas Baleares se realizan en hospitales públicos y clínicas privadas. Al principio de la legalización, los abortos se realizaban principalmente en clínicas privadas. En la década de 2010, la mayoría de las mujeres de la región se sometían a procedimientos de IVE en centros de salud públicos. A diferencia de otras regiones de España, las mujeres de las Islas Baleares tradicionalmente no han tenido que desplazarse a otras partes de España para abortar excepto en casos limitados.
El aborto ha sido en gran medida ilegal en España. A pesar de las políticas nacionales, la realidad del acceso a los procesos de IVE ha variado mucho en España de una región a otra, tanto históricamente como en la actualidad. Durante la dictadura, las mujeres que requerían una interrupción voluntaria del embarazo fueron en ocasiones perseguidas. Tras la muerte de Franco y la Transición democrática, las feministas de las Islas Baleares se volvieron muy activas en la lucha por la despenalización del aborto, también durante el período de Felipe González.El Tribunal Superior de Justicia de las Islas Baleares dictó sentencia el 13 de febrero de 1998 en relación con las matronas y su derecho a ser objetoras de conciencia. La Fundación Red Madre intentó limitar el acceso al aborto a nivel regional, al mismo tiempo que intentaba cambiar la ley para penalizar el aborto a nivel nacional. Tuvieron un éxito limitado en las Islas Baleares, donde un gobierno liderado por el Partido Popular cambió la ley en 2013, siendo posteriormente derogada en 2016. En la década de 2020 las feministas locales continuaron luchando para preservar el derecho al aborto.

## Contexto nacional
Históricamente, el acceso al aborto en España ha dependido del dominio masculino sobre las mujeres y sus actividades reproductivas. El aborto se ha utilizado como un medio para afirmar el control no sólo sobre los cuerpos y la sexualidad de las mujeres, sino también para hacer cumplir las normas culturales de género y los ideales patriarcales en la sociedad en general. Si bien el aborto se utilizó como forma de control de la natalidad en España en el pasado, demógrafos y sociólogos españoles han dicho que no se utiliza de esa manera en la España contemporánea.
El aborto legal es importante porque reduce las muertes entre mujeres por complicaciones del embarazo y reduce la mortalidad infantil. En España, a mediados de la década de 1970, los abortos ilegales eran una causa importante de muerte entre mujeres de entre quince y cuarenta y nueve años. El control de la natalidad tiene una tasa de mortalidad femenina mucho más baja que los abortos, y es mucho más baja que la mortalidad femenina en España por abortos ilegales.

### Historia nacional
El Liber Iudiciorum fue una recopilación de leyes visigodas del rey Recesvinto que se promulgó en el año 654. Mencionaba el aborto, el infanticidio y el homicidio en el Libro VI. La pena para quienes provocaban abortos era la muerte. En aquella época, los visigodos controlaban casi toda la actual España, Portugal y Ceuta.
La ley en España fue modificada el 24 de enero de 1941 para caracterizar el aborto como un crimen contra el Estado. Esta ley lee en parte: “La política demográfica es una de las preocupaciones fundamentales de nuestro Estado. No se concibe una política demográfica eficaz sin abordar el problema de los miles y miles de vidas que se frustran antes de nacer, por maniobras criminales. Así lo dice la experiencia y el asesoramiento de los técnicos a través de Entidades científicas competentes. El estrago harto acusado en tiempos anteriores como consecuencia de un sentido materialista de la vida, adquirieron caracteres de escándalo durante el régimen republicano, agudizándose aún más escandalosamente en aquellas zonas sometidas a la dominación del Frente Popular. El Gobierno, consciente de su responsabilidad, decide combatir el crimen social que el aborto provocado representa y que impide que nazcan muchos miles de españoles anualmente.”
El control de la natalidad fue ilegal en toda España durante el período franquista. En 1975 en España, la tasa de mortalidad femenina durante el embarazo era de 23 por 100.000 mujeres, una tasa similar a la de otros países occidentales industrializados donde el aborto era ilegal. El aborto fue despenalizado en el Código Penal por primera vez en todo el territorio español en 1985 en tres supuestos: por motivos terapéuticos, por motivos eugenésicos y en caso de violación previa denuncia policial. El aborto sólo era legal en estos casos antes de la semana 22, semana 22 y semana 12 respectivamente. La ley de 1985 exigía que cada vez que un centro de salud realizara un aborto, debía informarse al Ministerio de Sanidad. Los datos que se debían reportar incluían la provincia donde se realizó el aborto y la provincia donde residía la mujer que abortó. Si bien el aborto fue despenalizado en 1985, no se convirtió en un servicio ofrecido por la sanidad pública hasta un cambio en la ley en 2010. Como resultado, durante este período entre 1985 y 2010, casi todos los abortos se realizaron en clínicas privadas y el precio por una interrupción voluntaria del embarazo rondaba las 30.000 pesetas.
La Ley de Salud Sexual y Reproductiva y de Interrupción Voluntaria del Embarazo fue reformada en mayo de 2022 de diferentes maneras. Se abordó específicamente la falta de centros, especialmente públicos, que prestaran servicios para la interrupción voluntaria del embarazo, en provincias que no tenían ninguna y exigían que las mujeres de esas provincias viajaran a otras provincias u otras regiones para poder acceder ese servicio. También se quiso proteger a las mujeres que acudían a centros de salud para someterse a procedimientos de IVE del acoso de activistas antiaborto.
En febrero de 2023, el Tribunal Constitucional confirmó la ley de 2010 que permitía a las mujeres abortar mediante petición gratuita durante las primeras catorce semanas de su embarazo. El caso fue llevado originalmente a los tribunales por el Partido Popular en 2010, después de que el PSOE aclarara y liberalizara las leyes sobre el aborto.

### Situación jurídica
La legislación sobre el aborto se modificó en 2010 para permitir a las mujeres abortar libremente hasta la decimocuarta semana de embarazo sin justificación. Desde la semana catorce a la veintiuna, sólo se podrá practicar un aborto si existe una razón médica para ello, como por ejemplo que la madre esté en riesgo. A partir de la semana veintidós, sólo se podrán realizar abortos si se detectan anomalías fetales que sean incompatibles con la vida fuera del útero. Así lo confirmó el Tribunal Constitucional en febrero de 2023.
En España se apoya que los servicios de interrupción voluntaria del embarazo en la sanidad pública sean gratuitos. Esto incluye los servicios prestados en clínicas privadas tras derivaciones de médicos de la sanidad pública. Esto se debe a que estos costes los cubre la sanidad pública autonómica bajo la dirección del Sistema Nacional de Salud de España. Sin embargo, la implementación de las leyes sobre el aborto se deja en gran medida en manos de las regiones y sus organismos de salud.

## El aborto en la salud pública y privada
A mediados de la década de 2000, las Islas Baleares no contaban con un protocolo relacionado con el aborto para el personal médico de los centros de salud públicos. En 2005, debido a la falta de clínicas que prestaran servicios a las mujeres después de la novena semana en las zonas más rurales de las Islas Baleares, muchas mujeres que necesitaban abortos acudieron a Madrid o Barcelona. El 4,8% de los abortos en la región en 2005 se realizaron en centros de salud públicos.
En 2009, la región contaba con cinco centros de salud públicos que realizaban IVE y dos centros privados. En 2009, la región contaba con cinco centros de salud públicos que realizaban IVE y dos centros privados. Este total se mantuvo sin cambios en 2022.
En 2009, el 33% de las mujeres de las Islas Baleares iniciaron el proceso para conocer sus opciones para abortar en un centro de salud público. Esto en comparación con el promedio nacional del 43%.
La mayoría de los abortos realizados por sanidad pública en las Islas Baleares a principios de la década de 2020 utilizaban el método farmacológico. En el período comprendido entre 2019 y 2022, la región afirmó que no derivaban a mujeres de la sanidad pública a otras regiones para realizarse un trámite de IVE. En 2021, solo dos regiones tuvieron más interrupciones voluntarias de embarazos realizadas en clínicas públicas que en clínicas de salud privadas, las Islas Baleares y Cataluña. En 2021, el 61,8% de los abortos realizados en las Islas Baleares tuvieron lugar en clínicas de salud pública u hospitales públicos.

## Evolución en las Islas Baleares

### España franquista  (1939 – 1975)

#### Enjuiciamiento del aborto
Durante la dictadura, las mujeres que tenían interrupciones voluntarias del embarazo fueron en ocasiones perseguidas por el régimen de Franco. En 1974, Baleares ocupó el tercer lugar entre las provincias españolas con más sumarios de emergencia, ordinarios y otros del Título IV de la Ley de Enjuiciamiento Criminal por el delito de aborto con diez, la mayor cantidad de cualquier año entre 1971 y 1975.
| Lugar          | Lugar          | Años | Años | Años | Años | Años | Años  |
| Provincia      | Región         | 1971 | 1972 | 1973 | 1974 | 1975 | Total |
| -------------- | -------------- | ---- | ---- | ---- | ---- | ---- | ----- |
| Asturias       | Asturias       | 8    | 4    | 54   | 1    | 92   | 159   |
| Islas Baleares | Islas Baleares | 0    | 1    | 0    | 0    | 0    | 1     |
| Santander      | Cantabria      | 1    | 4    | 2    | 0    | 0    | 7     |
| Logroño        | La Rioja       | 0    | 0    | 0    | 3    | 0    | 3     |
| Madrid         | Madrid         | 13   | 18   | 15   | 16   | 13   | 75    |
| Murcia         | Murcia         | 2    | 4    | 2    | 0    | 0    | 8     |
| España         | España         | 90   | 110  | 147  | 82   | 173  | 605   |

| Lugar          | Lugar          | Años | Años | Años | Años | Años | Años  |
| Provincia      | Región         | 1971 | 1972 | 1973 | 1974 | 1975 | Total |
| -------------- | -------------- | ---- | ---- | ---- | ---- | ---- | ----- |
| Asturias       | Asturias       | 13   | 13   | 11   | 7    | 6    | 50    |
| Islas Baleares | Islas Baleares | 1    | 4    | 4    | 10   | 1    | 20    |
| Santander      | Cantabria      | 2    | 0    | 0    | 1    | 2    | 5     |
| Logroño        | La Rioja       | 1    | 0    | 0    | 0    | 1    | 2     |
| Madrid         | Madrid         | 18   | 22   | 14   | 16   | 14   | 84    |
| Murcia         | Murcia         | 3    | 25   | 6    | 4    | 0    | 38    |
| Navarra        | Navarra        | 0    | 1    | 1    | 1    | 0    | 3     |
| España         | España         | 122  | 157  | 145  | 112  | 66   | 602   |

### Transición democrática  (1975 – 1982)
En noviembre de 1979 se llevó a cabo una encuesta de opinión pública por el Centro de Estudios Constitucionales. Se preguntó: "¿Crees que debería permitirse el aborto en España?" Del total de 390 encuestados nacionales de Asturias, Cantabria, Navarra, las dos Castillas, Aragón, Islas Baleares, Murcia, Valencia, Extremadura y La Rioja que estaban agrupados en lugar de por su propia región, el 29% dijo que no. El 38% dijo que sí si había peligro para la vida de la madre, el 12% dijo que si había alguna anomalía fetal, el 14% dijo que sí por libre decisión y el 7% no respondió.

#### Activismo feminista
El Movimiento Democrático de las Mujeres participó activamente en la Transición democrática en Mallorca. Una de sus primeras demandas fue la despenalización del adulterio. Al poco tiempo, comenzaron a apoyar activamente una lista más amplia de demandas feministas, incluida la legalización del aborto y la anticoncepción, la modificación de la ley de divorcio española para que fuera más equitativa entre hombres y mujeres, el fin de la discriminación contra las mujeres y el reconocimiento de la libertad sexual de las mujeres. En el mismo período también surgieron otros grupos feministas que apoyaban estas demandas, incluida la Asociación de Mujeres de Mallorca en 1976, el Colectivo Pelvis fundado por Leonor Taboada en 1976, el grupo afiliado al Movimiento Domunista de Baleares Grup per l'Alliberament de la Dona Mallorca fundada en 1978 y la Asamblea de Mujeres fundada en 1981.
El Colectivo Pelvis de Palma de Mallorca fue un importante grupo de autoayuda en España durante el periodo de la Transición. Se inspiraron en el Boston Collective y se centraron más en los aspectos teóricos que en los prácticos de la sexualidad femenina. Fueron influenciadas en gran medida por actividades similares que se llevaban a cabo en los Estados Unidos en ese momento. Una de sus principales activistas fue Leonor Taboada. Otras afiliadas al grupo incluyeron a Jimena Jiménez y Malén Cirerol. A finales de los años 1970, también tenían dos programas de radio en la emisora Radio Mallorca. En 1979, fundaron un centro de planificación familiar en Mallorca, que permaneció abierto hasta 1985. En abril de 1977, la pieza del Colectivo Feminista Pelvis de Mallorca que mencionaba específicamente el aborto decía:

El control de nuestro aparato reproductivo (métodos anticonceptivos, aborto) y la definición de nuestra sexualidad, tiene que estar en nuestras manos. No puede ser patrimonio ni de los intereses del Estado, que decide cuándo liberalizar o penalizar las leyes de acuerdo con las necesidades de controlar la población que tienen los que quieren mantener la hegemonía de los que lo controlan todo, ni de los intereses de la sociedad machista en general, con sus instituciones, como la medicina en este caso, que no sólo controla y determina la idea de salud y enfermedad, y conserva con todas fuerzas el conocimiento para que dependamos de los médicos, alimentando sus bolsillos y privilegios de clase, sino que a través de los tiempos han demostrado que las mujeres, en su camino, eran un obstáculo que salvaron arrebatándoles di ejercicio de la medicina, que antiguamente practicaban ellas para solucionar sus problemas específicos, y relegándolas de todas las tareas de responsabilidad y decisión, como lo hicieron con las comadronas o con las enfermeras, y llegando al punto de erigirse en expertos de nuestra sexualidad, definidores de nuestras sensaciones en la menstruación, al parto, la menopausia, o la cama. La propuesta revolucionaria del self-help es que las mujeres tomen, como grupo, ese control.
  Colectivo Feminista Pelvis de Mallorca

#### Estadísticas
En 1976, el número total de nacimientos ilegítimos fue de 14.619 de un total de 677.456 nacimientos ese año. Las regiones con mayores tasas de nacimientos ilegítimos se encuentran en Galicia, Islas Canarias y Baleares. En 1978, entre las mujeres casadas de las Islas Baleares, Valencia, Murcia y la provincia de Albacete, el 48% nunca había utilizado métodos anticonceptivos y el 83% no tenía hijos.

### Felipe González (1982 – 1996)

#### Activismo feminista
El Colectivo Pelvis se convirtió en Colectivo de Salud de las Mujeres en 1984, y luego se integraría al colectivo feminista regional. Durante este período, se continuaron fundando en las Islas Baleares organizaciones feministas que apoyaban una serie de derechos de las mujeres, incluido el derecho al aborto. Dones Progessistes de Mallorca se fundó en 1989 y Lobby de Dones en 1994.

#### Estadísticas
Los investigadores y el gobierno sabían que había un subregistro del número de abortos que tuvieron lugar en España en 1990. Debido a que las Islas Canarias, Asturias, Madrid, La Rioja y las Islas Baleares tenían las tasas oficiales más altas, se asumió que el subregistro no se estaba produciendo en estas regiones.
Entre el 2 de agosto de 1985 y el 10 de junio de 1987 se registraron veinte abortos en la región. En las Islas Baleares se realizó al menos un aborto cada año entre 1989 y 2018.  Para las mujeres de cuarenta y cinco a cuarenta y nueve años, la única región que experimentó un aumento en las tasas de fertilidad y embarazo entre 1990 y 1995 fue las Islas Baleares. En 1996 se realizaron en Andalucía 7.217 abortos. Cuatro de ellos implicaban a vecinas de las Islas Baleares.
| Año  | 1.º | 2.º | 3.º | 4.º | Total | Ref    |
| ---- | --- | --- | --- | --- | ----- | ------ |
| 1987 | 16  | 38  | 69  | 42  | 165   | [ 75 ] |
| 1988 | 78  | 111 | 105 | 120 | 414   | [ 75 ] |

| Región               | 1987 | 1988  | 1989  | 1990 | Ref    |
| -------------------- | ---- | ----- | ----- | ---- | ------ |
| España               | 1.99 | 3.07  | 3.56  | 4.29 | [ 76 ] |
| Andalucía            | 0.31 | 1.80  | 1.75  | 1.21 | [ 76 ] |
| Aragón               | 0.89 | 1.88  | 2.52  | 4.12 | [ 76 ] |
| Asturias             | 6.81 | 10.40 | 10.54 | 9.89 | [ 76 ] |
| Islas Baleares       | 1.16 | 2.88  | 3.67  | 6.56 | [ 76 ] |
| Islas Canarias       | 1.39 | 0.77  | 1.47  | 3.76 | [ 76 ] |
| Cantabria            | 3.12 | 6.46  | 6.57  | 6.13 | [ 76 ] |
| Castilla-La Mancha   | 1.63 | 2.19  | 2.68  | 2.87 | [ 76 ] |
| Castilla y León      | 2.85 | 5.52  | 5.90  | 5.88 | [ 76 ] |
| Cataluña             | 0.31 | 0.34  | 0.33  | 5.21 | [ 76 ] |
| Comunidad Valenciana | 4.14 | 4.53  | 6.51  | 6.63 | [ 76 ] |
| Extremadura          | 1.10 | 1.59  | 2.04  | 1.66 | [ 76 ] |
| Galicia              | 0.77 | 1.39  | 1.75  | 2.33 | [ 76 ] |
| Madrid               | 4.91 | 6.33  | 7.3   | 6.65 | [ 76 ] |
| Murcia               | 1.29 | 2.15  | 2.65  | 2.76 | [ 76 ] |
| Navarra              | 2.41 | 2.72  | 2.54  | 1.80 | [ 76 ] |
| País Vasco           | 1.25 | 2.81  | 3.34  | 2.99 | [ 76 ] |
| La Rioja             | 1.80 | 2.44  | 3.46  | 3.87 | [ 76 ] |
| Ceuta y Melilla      | 0.22 | 1.44  | 1.17  | 0.74 | [ 76 ] |

### José María Aznar (1996 – 2004)
El Tribunal Superior de Justicia de las Islas Baleares emitió una sentencia el 13 de febrero de 1998 en un caso relacionado con catorce matronas y un matron, quienes se declararon objetores de conciencia en el Hospital Son Dureta en respuesta a la dirección de enfermería que emitió protocolos relacionados con cómo se deben realizar los procesos de IVE. Esto incluía funciones de apoyo que no estaban directamente involucradas en la realización de los procedimientos de IVE, aunque las tareas contribuían a que los procedimientos se llevaran a cabo. Las parteras lo hicieron por escrito. La dirección de enfermería rechazó sus métodos para expresar su objeción a involucrarse en los procedimientos de la IVE. La administración del hospital en su respuesta al Tribunal Superior dijo que reconocía el derecho a oponerse, pero esa objeción no significaba que las parteras estuvieran exentas de realizar tareas específicas que se les había ordenado realizar. Se solicitó al Tribunal que decidiera qué acciones relacionadas con los procesos de una IVE podían ser objetadas. El Tribunal se puso del lado de las parteras porque, al realizar esas tareas, estarían efectivamente involucradas directamente en la realización de un aborto. El fallo dijo que la objeción de conciencia era constitucional, incluso si la Constitución no hacía referencia explícita a ella. El Tribunal dijo también que esto estaba cubierto por el artículo 16 de la Constitución que garantiza la libertad religiosa e ideológica. Citaron un caso del Tribunal Constitucional emitido el 11 de abril de 1985.

#### Estadísticas
La tasa de maltrato infantil en 1997 y 1998 en España fue la mayor en Melilla con una tasa de 15,1 casos por 10.000 menores, Ceuta con 10,9, Asturias con 10,6 y las Islas Baleares con 10,5. En 1998, las Islas Baleares tuvieron una tasa media de abortos superior a la media nacional. En 2001, las Islas Baleares y Asturias registraron el mayor número de abortos: alrededor del 20% de todos los embarazos terminaron en interrupción voluntaria del embarazo. Ese mismo año, las menores de edad de Cataluña, Aragón, Islas Baleares, Madrid, Castilla y León y Asturias fueron las que más solicitaron la interrupción voluntaria del embarazo, superando la media nacional del 49,15% de embarazos en niñas que terminaron en un aborto. Entre 2002 y 2007, Islas Baleares tuvo la cuarta tasa más alta de violencia de género en España, con un 5,0% de mujeres que presentaron denuncias formales.

### José Luis Rodríguez Zapatero (2004 - 2011)
A mediados de la década de 2000, la región no contaba con un protocolo relacionado con el aborto para el personal médico de los centros de salud públicos. Debido a la falta de clínicas que brindaran servicios para abortar a mujeres después de la novena semana en las zonas más rurales de las Islas Baleares, en 2005 muchas mujeres fueron a Madrid o Barcelona. En 2009, la región contaba con cinco centros de salud públicos que realizaban IVE y dos centros privados. En 2009, el 33% de las mujeres de las Islas Baleares iniciaron el proceso para conocer sus opciones para abortar en un centro de salud público. Esto en comparación con el promedio nacional del 43%.

#### Reforma de 2010
La Orden de la Consellería de Salud y Consumo de fecha 6 de agosto de 2010 reguló la composición y organización del comité clínico de las Islas Baleares encargado de determinar si se permitían procedimientos de IVE por considerar que el feto padeciera una enfermedad extremadamente grave e incurable. El objetivo del comité era tramitar los recursos presentados sobre decisiones clínicas anteriores para permitir a una mujer someterse a un procedimiento de IVE que había sido rechazado por no cumplir con el artículo 15c de la, Ley Orgánica 2/2010.
En respuesta a la ley de 2010, algunos colegios médicos profesionales que creían que la competencia de crear una lista de objetores de conciencia les pertenecía a ellos y no a un organismo sanitario regional, crearon grupos en Málaga, Madrid, Jaén, y las Islas Baleares. Si bien estos grupos pudieron haberlo hecho, a fecha de 2011 no habían presentado ninguna competencia de protección de datos ante la Agencia Española de Protección de Datos.

#### Estadísticas
En 2005, las Islas Baleares tuvieron una tasa media de abortos superior a la media nacional. En 2005, la razón citada para más del 95% de los abortos realizados en la región fue la salud materna.
Entre 2006 y 2007, las mujeres de las Islas Baleares tuvieron una de las tasas más altas de España de víctimas de violencia familiar no a manos de su pareja. Entre 2006 y 2007, las mujeres de las Islas Baleares tuvieron uno de los mayores incidentes de violencia de género en España, con un 32,5%. En 2006, 164 niñas menores de edad residentes en la región abortaron. Esto representó el 5,19% de todos los abortos realizados por mujeres que vivían en la región ese año.
En 2009, las mujeres de las Islas Baleares tuvieron una tasa de aborto superior a la media nacional.La tasa de abortos por cada 1.000 mujeres de 15 a 44 años fue de 13,22. A nivel nacional, Islas Baleares fue la segunda comunidad donde más trámites de IVE se realizaron en 2009, representando el 12,57% del total de trámites en España ese año.
| Año  | # de rechazos | # de aprobaciones | Ref    |
| ---- | ------------- | ----------------- | ------ |
| 2010 | 2             | 0                 | [ 86 ] |
| 2018 | 2             | 0                 | [ 86 ] |
| 2021 | 2             | 0                 | [ 86 ] |

### Mariano Rajoy (2011 - 2018)
Durante el gobierno de Mariano Rajoy, casi toda la información sobre anticonceptivos de última generación disponibles en el sistema sanitario público de la región fue retirada de los puntos de información sanitaria de la sanidad pública, y se dejaron de financiar políticas específicamente dirigidas a proteger la libertad y la salud sexual, poniendo en riesgo a grupos vulnerables a problemas de salud sexual y reproductiva como adolescentes y mujeres inmigrantes.
Como parte de sus esfuerzos para aprobar la Ley 11/2009, de 1 de diciembre en Murcia, el Foro de la Familia creó la Fundación Red Madre en marzo de 2008. Siempre tuvo la intención de ser una organización nacional que ayudara a estigmatizar y tratar de limitar el acceso al aborto a nivel regional, al mismo tiempo que intenta cambiar la ley para criminalizar el aborto. Consiguieron que los legisladores regionales cambiaran las leyes en las Islas Canarias, Castilla-La Mancha, Castilla y León, Valencia, La Rioja, Madrid y Murcia. Tuvieron un éxito limitado en las Islas Baleares, donde un gobierno liderado por el Partido Popular cambió la ley en 2013, pero luego fue derogada en 2016.

#### Las reformas propuestas por Ruiz-Gallardón en 2014 y la respuesta feminista
En diciembre de 2013, el Consejo de Ministros del Partido Popular de España aprobó un proyecto de ley llamado la Ley Orgánica de Protección de los Derechos del Concebido y la Mujer Embarazada. La ley representó un retroceso de los derechos de las mujeres en España en relación con el aborto, con la intención de dar marcha atrás a las reformas de 2010. El esfuerzo por cambiar la ley fue impulsado en gran medida por el ministro de Justicia, Alberto Ruiz-Gallardón. El proyecto de ley permitía el aborto en determinadas circunstancias específicas, como si una mujer hubiera sido violada hasta la semana dieciséis de embarazo o si hubiera habido violación, "menoscabo importante y duradero” para la salud física o mental de la mujer o del feto hasta la semana veintidós del embarazo con al menos tres profesionales médicos aprobando el deterioro de la salud. Incluso entonces, el proyecto de ley decía que si las mujeres recibían ese diagnóstico sobre su salud de su médico original y de otros dos de los centros de salud que tenía que visitar para la evaluación, la mujer tendría que recibir información verbal sobre las alternativas al aborto y esperar siete días antes de que pudiera completarse el procedimiento. En aquel momento, el tiempo de espera para la contemplación era de tres días. El proyecto de ley también estipulaba que los menores debían obtener el consentimiento de sus padres o tutores legales antes de someterse a un aborto. El proyecto de ley permitía el procesamiento penal de mujeres que tuvieran abortos que no cumplieran con estos requisitos, y decía que los médicos que realizaran abortos fuera de los nuevos requisitos legales podrían recibir penas de prisión de uno a ocho años. Además, el proyecto de ley prohibía a cualquier centro médico anunciar que ofrecía procedimientos de IVE.
Las feministas de la región se movilizaron en 2013 y 2014 en respuesta a los cambios propuestos por Alberto Ruiz-Gallardón, siendo en algunos casos las movilizaciones más grandes desde mediados de la década de 1980. El 20 de diciembre de 2013 se celebró en Mallorca una protesta en apoyo del derecho al aborto.
El 70% de los ginecólogos de las Islas Baleares se pronunciaron en contra del proyecto de cambio en la ley propuesto por Gallardón que habría erosionado el derecho al aborto y habría hecho que el aborto fuera menos accesible para las mujeres.
Alberto Ruiz-Gallardón finalmente se vio obligado a dimitir de su cargo en septiembre de 2014 tras fracasar en su capacidad para impulsar los controvertidos cambios a la legislación del aborto. El cambio de ley propuesto había empoderado al PSOE y creado divisiones internas dentro de su propio partido.

#### Estadísticas
| Año  | Islas Baleares | Ref    |
| ---- | -------------- | ------ |
| 2010 | 4,46%          | [ 94 ] |
| 2011 | 5,4%           | [ 94 ] |
| 2012 | 43,62%         | [ 94 ] |
| 2013 | 49,97%         | [ 94 ] |
| 2014 | 50,79%         | [ 94 ] |
| 2015 | 53,63%         | [ 94 ] |
| 2016 | 54,37%         | [ 94 ] |
| 2017 | 56,44%         | [ 94 ] |
| 2018 | 58,75%         | [ 94 ] |

| Año            | 2022  | 2021  | 2020  | 2019  | 2018  | 2017  | 2016  | 2015  | 2014  | Ref          |
| -------------- | ----- | ----- | ----- | ----- | ----- | ----- | ----- | ----- | ----- | ------------ |
| Islas Baleares | 12,83 | 11,56 | 11,87 | 13,88 | 13,92 | 13,94 | 13,30 | 13,03 | 12,26 | [ 8 ] [ 95 ] |
| Total (España) | 11,68 | 10,70 | 10,33 | 11,53 | 11,12 | 10,51 | 10,36 | 10,40 | 10,46 | [ 8 ]        |

### Pedro Sánchez (2018 - Ahora)
Tras las elecciones de mayo de 2023, el Partido Popular  gobernó las Islas Baleares con mayoría absoluta, sin necesidad de formar coalición con un partido como Vox para estar en el poder.
Importantes organizaciones pro derecho al aborto en la región en este período incluyeron a Dones Per la Salut de Baleares,y a la Associació de Planificaicó Familiar de Catalunya i Balears (APFCIB).
Como parte de los cambios a la ley en 2010, el artículo 14 exigía que las mujeres que deseaban abortar recibieran un sobre cerrado que contenía información sobre las ayudas públicas disponibles durante el embarazo y parto, información sobre derechos laborales durante el embarazo y la maternidad, incluidas prestaciones públicas para el cuidado de los niños, beneficios fiscales y otra información sobre incentivos relacionados con el parto. También se exigía que se les diera información sobre los centros a los que podían acudir para obtener información sobre anticoncepción y sexo seguro. Por último, se exigía que se les proporcione información sobre los lugares a los que pueden acudir para obtener asesoramiento y asistencia antes y después de la interrupción del embarazo. La dotación de 2021 en la región no incluía información sobre las prestaciones de maternidad regionales, solo las nacionales. La información en Islas Baleares relacionada con la anticoncepción y el sexo seguro estaba en un apartado titulado salud sexual y reproductiva. El sobre proporcionado por la región se basó en uno obsoleto de 2011.

#### Viajes
En el período comprendido entre 2019 y 2022, la región afirmó que no derivaban a mujeres de la salud pública a otras regiones para realizarse un proceso de IVE. Cuarenta y dos mujeres residentes en las Islas Baleares viajaron a otra región para abortar en 2021, aunque ninguna fue financiada a través de la sanidad pública.

#### Impacto de las reformas de la ley nacional del aborto de 2022 en las Islas Baleares
La enmienda a la ley del aborto en 2022 permitió específicamente a las regiones con otros idiomas cooficiales ofrecer información a las mujeres en estos idiomas.

#### Estadísticas
En 2019, la tasa de interrupciones voluntarias del embarazo por cada 1.000 mujeres residentes de 15 a 44 años fue de 13,88. La media nacional en España en 2019 fue de 11,53 y en 2018 fue de 11,12. En 2021, la comunidad autónoma con mayor porcentaje de interrupción voluntaria del embarazo en mujeres de 15 a 44 años fue Cataluña, seguida de Madrid e Islas Baleares. En 2021, aproximadamente el 1,15% del total de mujeres de 15 a 44 años de la región tuvieron una interrupción voluntaria del embarazo. En 2022, hubo 12,83 interrupciones voluntarias del embarazo por cada 1.000 mujeres en la región. Ese año se produjeron 278 interrupciones voluntarias del embarazo en mujeres menores de 20 años.